# 長安CS75
長安CS75是中國汽車製造商長安汽車製造的一款跨界休旅車。

## 第一代

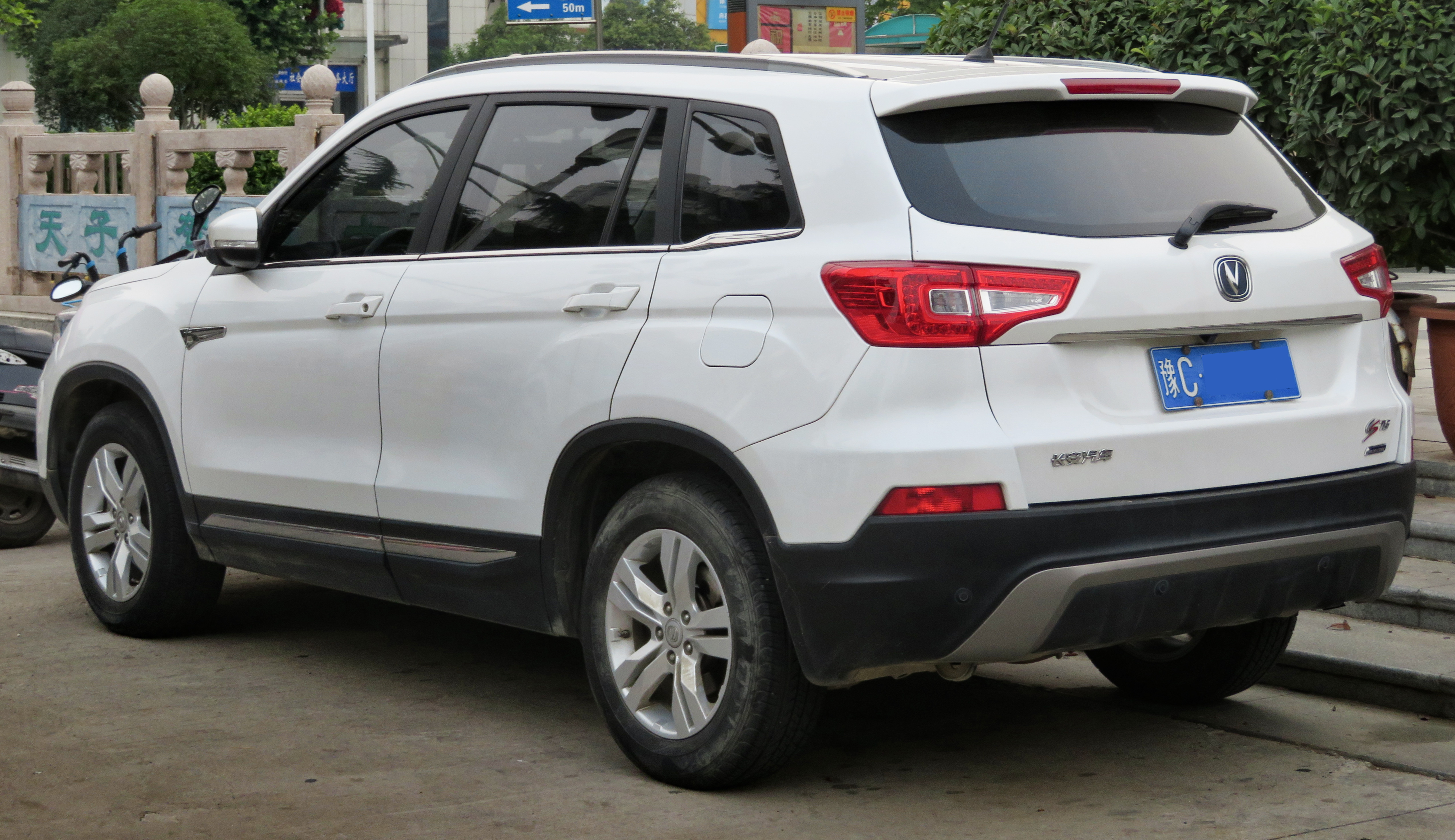
後視圖

長安CS75首次在2013年廣州車展中亮相，並於2014年在中國市場發售，定價在108,800元至 143,800元人民幣，定位在長安CS55及長安CS95之間。
該車亦會在歐洲發售，與長安逸動轎車及長安CS35成為長安重要的生產及銷售線之一，定價在€200000。

### 2018年小改款

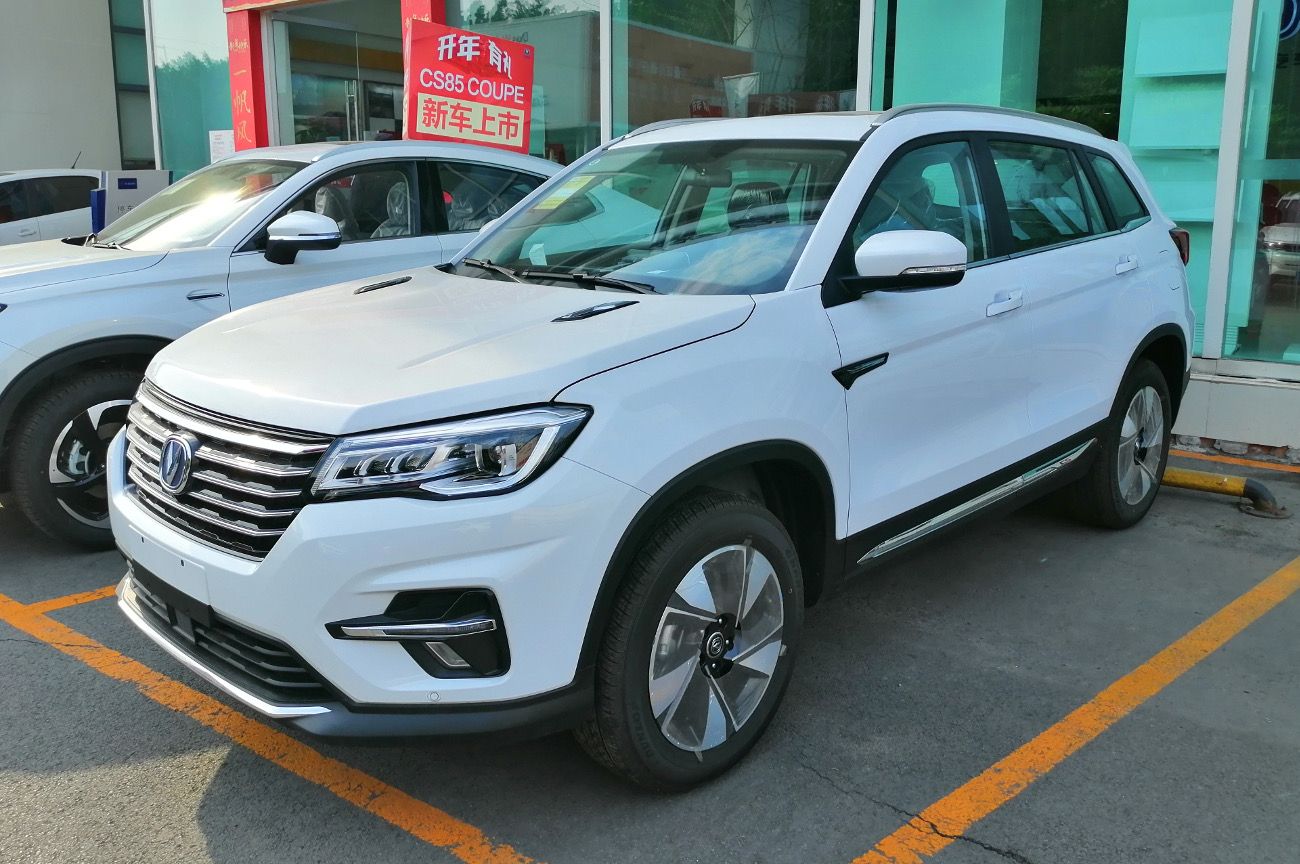
小改款

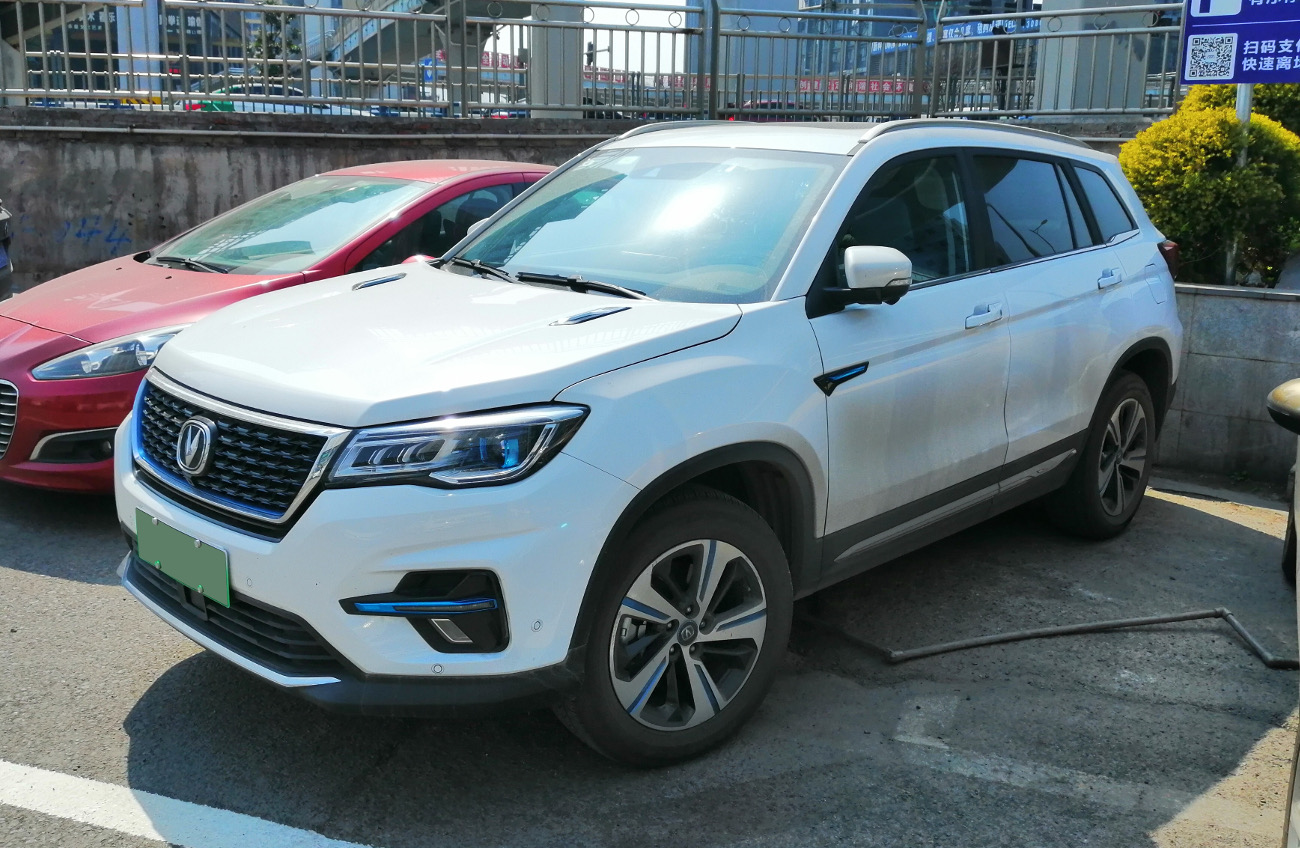
插電式混能版

小改款版本於2018年北京車展上展出，改款主要包括改了保險桿、尾燈及散熱罩。

## 第二代

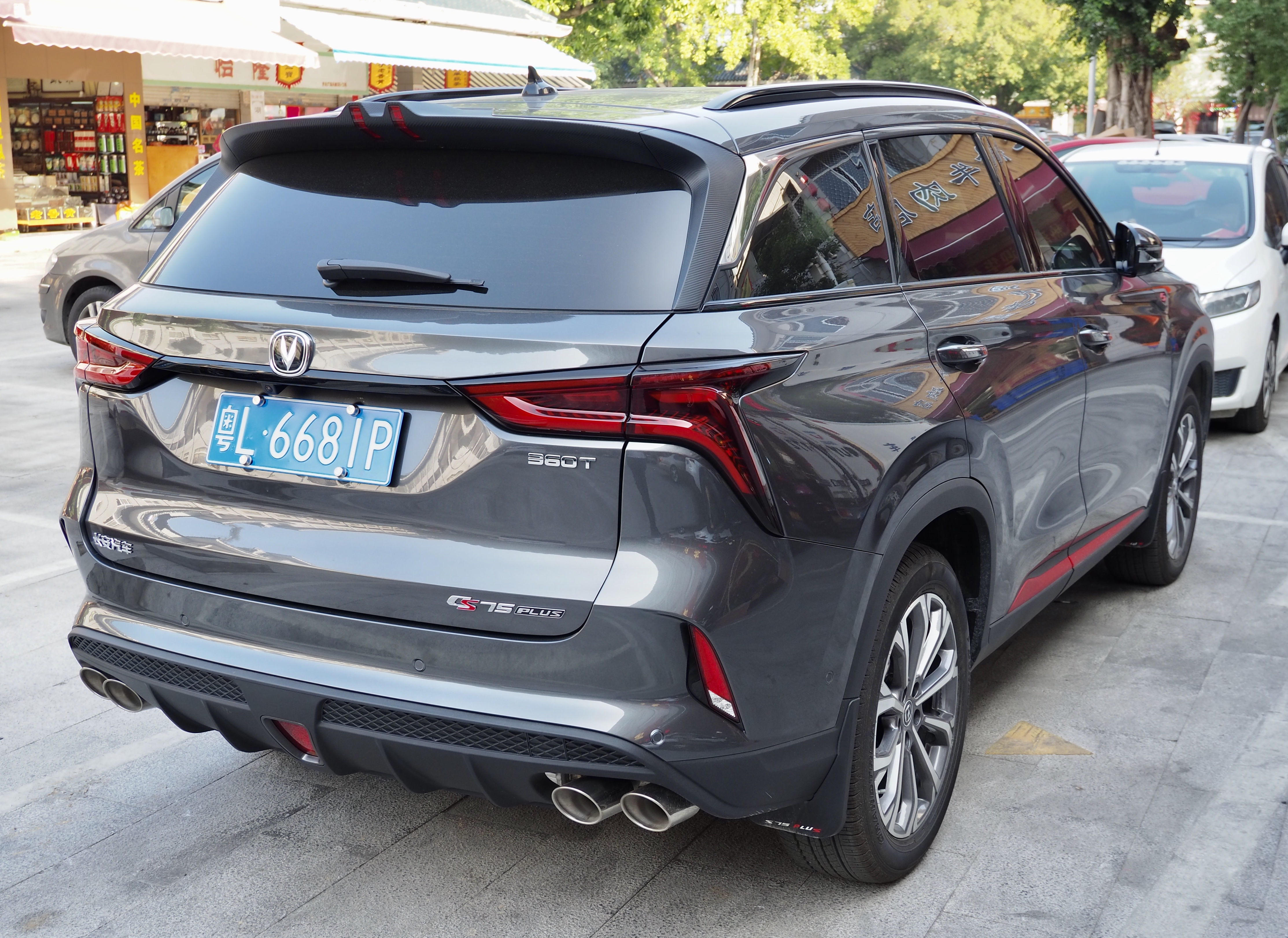
後視圖

長安CS75 Plus於2019年上海車展上首次展出，主要在中國市場上銷售。該車配備有178匹馬力的1.5升的渦輪增壓引擎。另有運動版的2.0升的渦輪增壓引擎，能產生233匹馬力。

## 資料來源
1. ↑  Ning, W. E. . CarNewsChina.com. April 28, 2014  [2020-04-03]. （原始内容存档于2021-01-11）.
2. ↑  Feijter, Tycho de. . CarNewsChina.com. November 18, 2013  [2020-04-03]. （原始内容存档于2021-01-11）.
3. ↑  Ning, W. E. . CarNewsChina.com. November 20, 2013  [2020-04-03]. （原始内容存档于2021-01-23）.
4. ↑  Wang, Joey. . CarNewsChina.com. November 22, 2013  [2020-04-03]. （原始内容存档于2021-01-12）.
5. ↑  . www.autohome.com.cn.   [2020-04-03]. （原始内容存档于2020-09-29）.
6. ↑  . www.autohome.com.cn.   [2020-04-03]. （原始内容存档于2021-01-11）.
7. ↑  . www.autohome.com.cn.   [2020-04-03]. （原始内容存档于2021-01-11）.

## 外部連結
- 官方網站 （页面存档备份，存于）